# Каккоєв Микита Ігорович
Микита Ігорович Каккоєв (рос. Ники́та И́горевич Каккоев, нар. 22 серпня 1999, Сегежа, Росія) — російський футболіст, центральний захисник клубу «Парі Нижній Новгород».

## Ігрова кар'єра
Микита Каккоєв народився у Республіці Карелія у місті Сегеж. Є вихованцем пітерської «Газпром-Академії». У вересні 2016 року Каккоєв дебютував у молодіжній команді «Зеніта». Свою єдину гру в основі Микита провів 1 квітня 2017 року. Після цього він грав у дублі «Зеніта» «Зеніт-2» та на правах оренди у клубі «Том». У «Томі» Каккоєв провів два сезони, погравши разом з командою у ФНЛ та Прем'єр - лізі.
Сезон 2020/21 Каккоєв почав у клубі ФНЛ «Парі Нижній Новгород». З яким за результатами сезону підвищився до РПЛ.

### Збірна
В січні 2017 року Микита Каккоєв у складі юнацької збірної став переможцем Меморіалу Гранаткіна.

## Досягнення
Том
- Бронзовий призер ФНЛ: 2018/19

Нижній Новгород
- Бронзовий призер ФНЛ: 2020/21